# Iresine canescens
Iresine canescens är en amarantväxtart som beskrevs av Sebastian Schauer. Iresine canescens ingår i släktet Iresine och familjen amarantväxter. Inga underarter finns listade i Catalogue of Life.